# Sommai Phasee

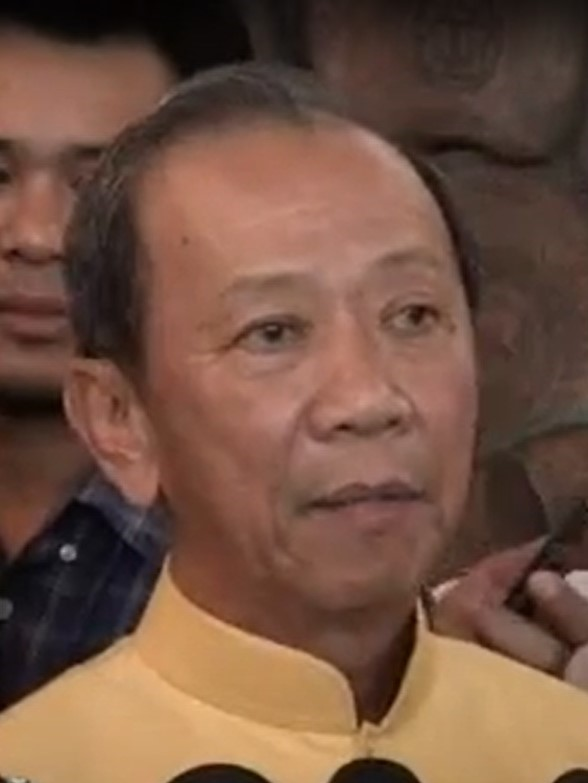
El ministro de finanzas de Tailandia Sommai Pasi en 2014.

Sommai Phasee (26 de junio de 1944) es un economista y político tailandés.
Diplomado en Economía por la Universidad de Thammasat, donde obtuvo un máster en 1970, completó sus estudios en la Universidad de Vanderbilt, Estados Unidos. Ha desarrollado su trabajo en puestos directivos de control monetario, análisis y planificación económica del gobierno de Tailandia. En el gobierno interino de 2006 a 2007, formado a raíz del golpe de Estado de agosto de 2006, ocupó el puesto de Viceministro de Finanzas. En 2008 fue sustituido por Suchart Thadathamrongvej.